# Näggärdstjärnen
Näggärdstjärnen är en sjö i Härnösands kommun i Ångermanland och ingår i Gådeåns huvudavrinningsområde. Sjön är 5 meter djup, har en yta på 0,129 kvadratkilometer och befinner sig 103 meter över havet. Vid provfiske har abborre, gädda, mört och ruda fångats i sjön.

## Delavrinningsområde
Näggärdstjärnen ingår i det delavrinningsområde (694769-159509) som SMHI kallar för Utloppet av Näggärdstjärnen. Medelhöjden är 123 meter över havet och ytan är 1,58 kvadratkilometer. Det finns inga avrinningsområden uppströms utan avrinningsområdet är högsta punkten. Vattendraget som avvattnar avrinningsområdet har biflödesordning 3, vilket innebär att vattnet flödar genom totalt 3 vattendrag innan det når havet efter 17 kilometer. Avrinningsområdet består mestadels av skog (46 procent), öppen mark (20 procent) och jordbruk (21 procent). Avrinningsområdet har 0,13 kvadratkilometer vattenytor vilket ger det en sjöprocent på 7,9 procent.